# Dimetilanilina

Dimetilanilina ou N,N-dimetilanilina é um composto químico orgânico, de fórmula C8H11N (ou C6H5N(CH3)2 ) ,que é derivado da anilina (portanto possuindo um anel benzênico), mas com o acréscimo de dois grupos metilo ao grupo amino, resultando em uma amina terciária aromática..
É um líquido claro oleoso, incolor, mas muitas vezes levemente âmbar, que possui ponto de fusão de 2 °C e ponto de ebulição de 194 °C, praticamente insolúvel em água.
Quando este composto é nitrado adequadamente, resulta no tetryl, um composto explosivo com quatro grupos nitro (NO2).
É matéria prima de diversos corantes azóicos, como o alaranjado de metila.